# Comuna Bîstrîțea, Drohobîci
Bîstrîțea (în ucraineană Бистриця) este o comună în raionul Drohobîci, regiunea Liov, Ucraina, formată din satele Bîkiv, Bîstrîțea (reședința), Hlînne, Novoșîci și Otrînîci.

## Demografie
Componența lingvistică a comunei Bîstrîțea
     Ucraineană (99,63%)
     Alte limbi (0,3%)
Conform recensământului din 2001, majoritatea populației comunei Bîstrîțea era vorbitoare de ucraineană (99,63%), existând în minoritate și vorbitori de alte limbi.